# Hot Water Music
Hot Water Music – zespół z Gainesville (Floryda/Stany Zjednoczone), muzycznie osadzony w klimatach: punk, post-hardcore, rock.

## Członkowie
- Jason Black
- Chuck Ragan
- George Rebelo
- Chris Wollard

## Dyskografia
- Finding the Rhythms (No Idea Records, 22 IV 1996)
- Forever and Counting (Doghouse Records, 28 X 1997)
- Fuel for the Hate Game (No Idea Records, 19 X 1998)
- Live at the Hardback (No Idea Records, 2 III 1999)
- No Division (Some Records, 1 VI 1999)
- Moonpies for Misfits (No Idea Records, 19 VII 1999)
- Never Ender (bonus disc: Demos) (No Idea Records, III 2001)
- A Flight and a Crash (Epitaph Records, 5 VI 2001)
- Caution (Epitaph Records, 8 X 2002)
- Never Ender (No Idea Records, 6 I 2004)
- The New What Next (Epitaph Records, 21 IX 2004)

inne 
- Alkaline Trio/Hot Water Music
- BYO Split Series, Vol. 1
- Caution 1
- Flight And A Crash
- Hot Water Music
- New What Next
- non-album tracks